# نيد بيرن
نيد بيرن (بالإنجليزية: Ned Byrne)‏ هو لاعب قذف أيرلندي، ولد في 14 سبتمبر 1948 في كيلكيني في جمهورية أيرلندا.